# 津田匠子
津田匠子（1963年1月30日—）是日本的女性聲優、舞台演員，長崎縣出身。所屬事務所賢Production。本名是北澤利佳（きたざわ りか）。

## 來歷・人物
在桐朋學園大學演劇科畢業後的1987年，進入了演劇集團Caramelbox，在Caramelbox的舞台裡非常活躍，不過2005年退出了。依舊是團友，還是支持著Caramelbox的。
在配音員方面，主要是演出年紀大的主婦方面比較強勢。

## 演出作品

### 電視動畫
2001年
- 動畫店長（星井的母親、母親）
- 第一神拳（富子）
- 神奇寶貝（君江）
- 魔法戰士李維（女講師）

2002年
- 十二國記（碧霞玄君玉葉）
- 花田少年史（清美）

2003年
- 原子小金鋼（第3作）（克莉絲）
- GAD GUARD（真田杏子）
- 第一神拳 Champion Road（富子）
- 人間交差點（和也的母親）
- 神奇寶貝超世代（小泉、米蘭達）

2004年
- 怪傑佐羅力（魔女露卡、鞄河馬）
- 琉球武士瘋雲錄（母親）
- 蒼穹之戰神（春日井諒子）
- 鋼之錬金術師（伊茲米·卡迪斯）
- BECK（小雪的母親）

2005年
- 草莓100%（真中的母親）
- 天國之吻（早坂保子）
- 黑貓（安妮特＝皮爾斯）

2006年
- 獸爪（酒店小姐、老奶奶）
- 絲路少年 尤特（芭芭拉）
- 天保異聞 妖奇士（松江蘇手）
- 鍊金三級魔法少女（Dr.K子）

2007年
- 英國戀物語艾瑪 第二幕（約翰娜）
- 帝托拉傳奇（莎拉）
- 交響情人夢（lesson09 妮娜‧露茲）

2008年
- 艾莉森與莉莉亞（翠娃絲・拉迪亞）
- 銀魂（尼姑）
- 哥爾哥13（麗絲）
- 死後文（麗莎拉）
- 出包王女（亞馬遜女王）
- 隱王（清水光輪）
- 滴溜溜！小水滴 啊哈☆（哈納蓋迪斯的妻子）
- 魍魎之匣（楠本君枝）
- 意外（日吉的奶奶）

2009年
- 青花（母親）
- 青色文學系列「心」（寡婦）
- 閃電十一人（媽媽）
- 鋼之鍊金術師 BROTHERHOOD（伊茲米·卡迪斯）
- 第一神拳 New Challenger（富子）

2010年
- 黑執事II（瑪格麗特・透納）
- 奇蹟少女KOBATO.（農家大嬸）
- 塔麻可吉（安全伯母）
- 交響情人夢 最終篇（妮娜‧露茲）
- FAIRY TAIL魔導少年（波琉西卡、格蘭帝列）

2014年
- 宇宙浪子（星長之妻）

2015年
- 银魂°（淺蔥）
- 潮與虎（飛頭蠻 母、麻子的祖母）

2017年
- 鬼平（阿途）
- ACCA13區監察課（第一王女）

### OVA
- SUPERNATURAL: THE ANIMATION（瑪莉亞・馬斯特斯）
- 三角心 〜Sweet Songs Forever〜（伊莉亞・萊森）
- 鋼之鍊金術師 BROTHERHOOD DVD 第9卷 映像特典『師傅物語』/『師傅初恋物語』（伊茲米・哈奈特）

### 劇場版動畫
- 千年女優（島尾詠子）
- 劇場版 鋼之鍊金術師 香巴拉的征服者（伊茲米・卡迪斯）
- 機動戰士Z GUNDAMII A New Translation -戀人們-（娜蜜克・柯奈爾）
- 帕盧姆之樹（蘇摩的思念）

2013年
- 春HAL（マミ）

### 遊戲
- SD GUNDAM G世代系列（伊莉亞・帕索姆、麗拉・米勒・李拉）
- 風色衝浪（露意蒂娜・李特瓦克）
- 機動戰士GUNDAM 吉連的野心系列（伊莉亞・帕索姆、麗拉・米勒・李拉）
- 聖夜物語（紫炎愛蒂絲）
- 太平記
- 鋼之鍊金術師 系列
  - 鋼之鍊金術師 夢嘉年華（伊茲米・卡迪斯）
  - 鋼之鍊金術師 雙重同情 2人的牽絆
  - 鋼之鍊金術師 FULLEMETAL ALCHEMIST 背後委託人
  - 鋼之鍊金術師 FULLMETAL ALCHEMIST 黄昏的少女（伊茲米・卡迪斯）
  - 鋼之鍊金術師 FULLMETAL ALCHEMIST 到約定的日子
- 羅曼史 英雄傳奇 -吟遊詩人-（愛蒂莉絲&奧露）

### 電視劇
- 可怕的星期日～2000～

### 廣播劇
- 星界系列角色列表（雪莉兒）
- 夢源氏劍祭文（八百比丘尼）

### 外語配音
- 急診室的春天XIII（梅根） #289
- 誰與爭鋒（薇麗蒂 = 瑪丹娜） - DVD版
- 聖女魔咒（Season2 珍、瑪麗／Season4 遊覽（黛比·摩根）、萊拉／Season6 雪瑞登警官）

### 連續劇CD
- 文學少女 飢渴的幽靈【前篇】（和田佳枝）
- 魔人偵探腦嚙涅羅角色列表（井伊朋子）

### 舞台
- 不可思議的聖誕節的做法（露西）
- 見聞札記航海家號（夕顏，1989年・1995年）
- 銀河旋律（芳乃，1989年・1992年・1999年・2002年）
- 曈（敦子，1995年・2004年）
- 風的繼承者（美稱，1996年）

## 外部連結
- 賢Production公開簡歷